# Monseigneur

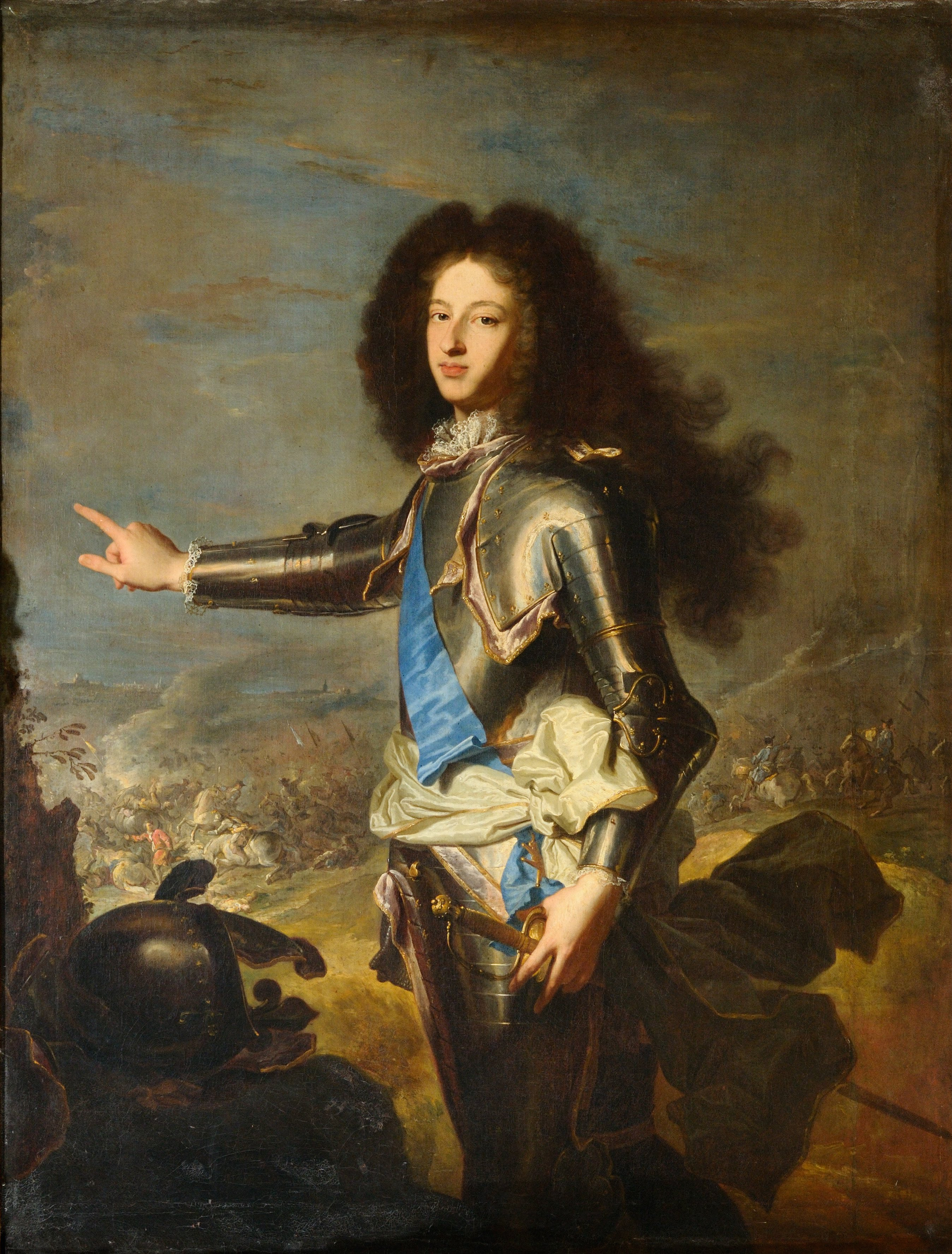
„Monseigneur le dauphin“

Monseigneur (deutsch „mein Herr“) ist die Anrede hoher Adliger und hochgestellter Personen in Frankreich sowie des Fürsten von Monaco. Während des Ancien Régime war es insbesondere die Anrede für den französischen Thronfolger (als Abkürzung für Monseigneur le dauphin). 
Geschaffen wurde die Bezeichnung von Louis de France, auch « le Grand Dauphin » genannt, um seinen Sohn Louis de Bourbon bei Hofe hervorzuheben. Er starb 1712, bevor er die Thronfolge antreten konnte. Dessen Sohn Louis Herzog von Anjou wurde später König Ludwig XV. von Frankreich.
Monseigneur ist auch die Anrede für bestimmte geistliche Würdenträger; siehe Monsignore.